# Kozly (Ústí nad Labem)
Kozly è un comune della Repubblica Ceca facente parte del distretto di Louny, nella regione di Ústí nad Labem.